# Корюн

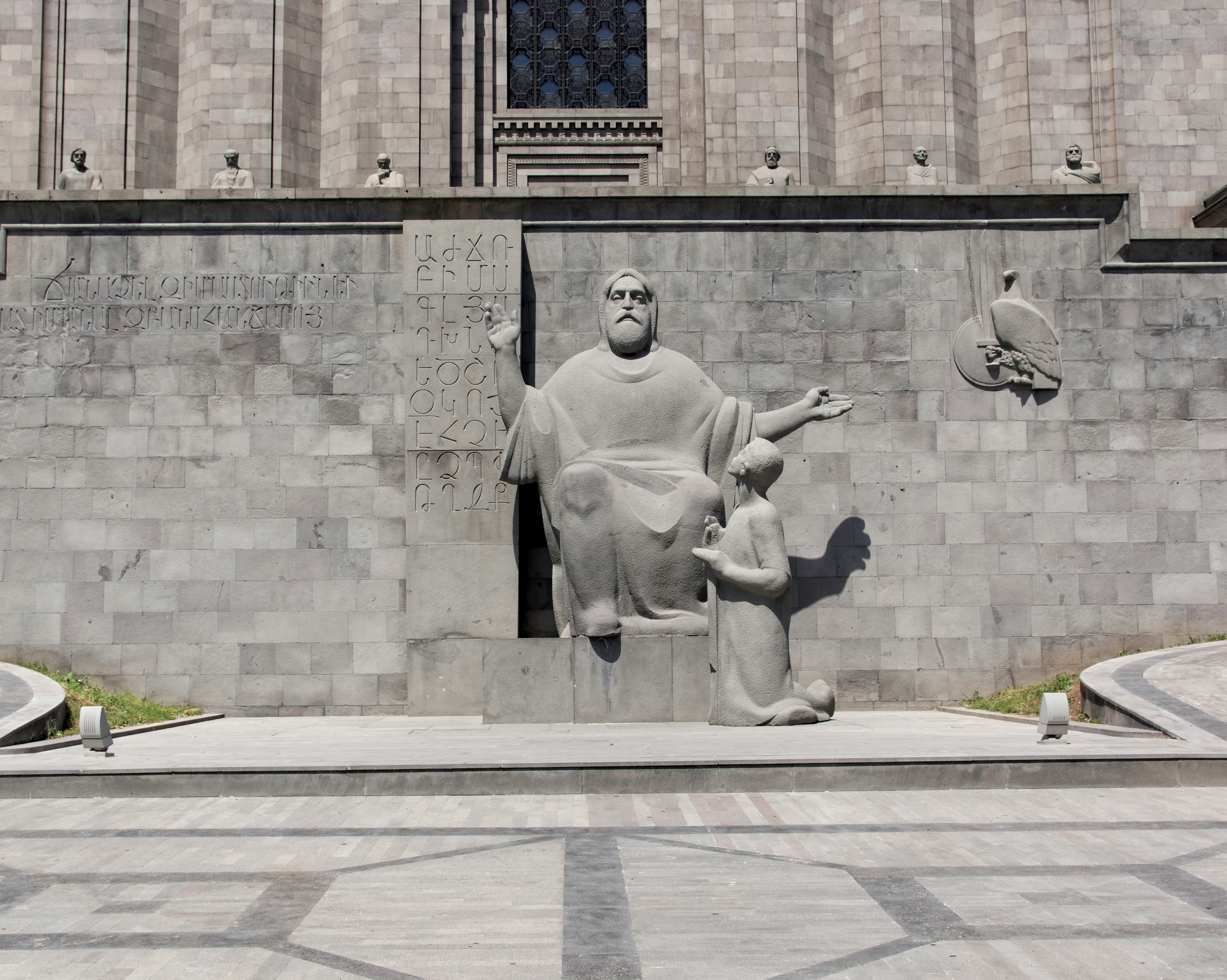
Месроп Маштоц и его духовный сын, ученик Корюн, Матенадаран, Ереван (скульптор Гукас Чубарян, 1961)

Корю́н (арм. Կորյուն; годы рождения и смерти неизвестны, возможно около 380 — 450) — армянский историк, писатель и переводчик первой половины V века.

## Биография
Биографические данные о Корюне почти полностью отсутствуют. Из того, что Корюн пишет сам о себе, известно, что был учеником и сотрудником Месропа Маштоца. После окончания первоначального образования был отправлен в Константинополь для дальнейшего обучения.
В переводе «Корюн. Житие Маштоца» Ш. В. Смбатян и К. А. Мелик-Огаджанян отмечают, что многие армянские и европейские историки, начиная с конца XVIII века по сей день, утверждают, что Корюн был возведён в сан епископа для иверов (грузин) и происходил из иверов (грузин) или иверских армян. В работе упомянуты арменист Г. Тер-Мкртчян (Миабан), Г. Алишан, О. Торосян, В Фынтыглян, Сарухан, поддерживающие такое толкование..
Он был близко знаком с армянским католикосом Сааком Партевом. В иных источниках Корюн впервые упомянут у Лазаря Парпеци около 500 года.

## Труды
Ему принадлежит труд «Житие Маштоца», написанный между 443—450 годами, в котором он дал подробную биографию своего учителя, описал его просветительскую деятельность и изложил наиболее достоверную историю создания армянской, а также грузинской и албанской письменности, возникновения литературы на этих языках. Труд считается первым дошедшим до нас оригинальным памятником армянской литературы.
Исторический труд Корюна содержит весьма ценные исторические сведения об Армении конца IV и первой половины V века.

## Память
Имя Корюна носит улица в Ереване.